# Жизнь Луганска
«Жизнь Луганска» (укр. Життя Луганська) — видання територіальної громади Луганська (1990-2014рр.). Перший номер газети вийшов 6 листопада 1990 року та призупинила свій вихід з моменту окупації Луганська влітку 2014 р. Російська окупаційна влада в грудні 2014 почала друкувати видання з аналогіним назвою, проте це вже зовсім інша газета і до видання "Жизнь Луганска" (Реєстраційне свідоцтво ЛГ № 106 від 28 лютого 1994 року) не має жодного відношення.